# Maastoren
Le Maastoren sono un complesso costituito da due grattacieli di Rotterdam, nei Paesi Bassi, l'edificio più alto misura 182,3 m (164,8 m al tetto). È l'edificio più alto del paese.